# Vineyard (Utah)
Vineyard es una localidad del condado de Utah, estado de Utah, Estados Unidos. Según el censo de 2000 la población era de 150 habitantes.

## Geografía
Vineyard is located at 40°18′14″N 111°45′28″O / 40.30389, -111.75778.
Según la oficina del censo de Estados Unidos, la localidad tiene una superficie total de 11,4 km². De los cuales 10,2 km² son tierra y 1,3 km² (11.31%) están cubiertos de agua.
- Datos: Q482435
- Multimedia: Vineyard, Utah / Q482435

1. ↑  Zip Data Maps, código ZIP n.º 84058.